# Sant Sebastià (Ribera)
Sant Sebastià era un quadre del pintor valencià Josep de Ribera, signat i datat del 1636 i pintat a l'oli sobre tela. Formava part de les col·leccions del Museu Bode de Berlín. Al maig del 1945 es va cremar, al costat de centenars d'altres obres d'art, durant l'incendi de la torre de defensa antiaèria Flakturm Friedrichshain de Berlín, lloc al qual s'havien traslladat per a protegir-les durant els mesos finals de la Segona Guerra Mundial. No es té l'absoluta certesa de la seua destrucció a causa dels saqueigs que acompanyaren l'incendi i de l'actitud de l'exèrcit soviètic durant aquells dies, si bé es considera pràcticament segur.

## Història
Es creu que el quadre pertanyia originàriament a l'església de Sant Pasqual Bailón de Madrid. Fins al 1821 era en la col·lecció de l'empresari britànic establert a Berlín, Edward Solly. Més tard, formà part de la col·lecció de l'empresari alemany Barthold Suermondt, a Aquisgrà, fins al 1874, moment en què l'obra fou comprada, al costat d'una gran part de la col·lecció Suermondt, per la Gemäldegalerie de Berlín. Després de la inauguració el 1904 del Museu Bode, en el qual es va integrar la Gemäldegalerie, el quadre també s'hi integrà. Com ja s'ha esmentat, el quadre es va perdre al maig del 1945, en l'incendi de la torre de defensa antiaèria Flakturm Friedrichshain de Berlín, lloc on s'havien traslladat, per a protegir-les, centenars d'obres d'art del Museu Bode, inclòs el Sant Sebastià de Josep de Ribera. Unes poques de les obres que es van creure destruïdes en aquest incendi, però, han anat reapareixent, gairebé totes a Rússia, i per això no pot pas afirmar-se que el quadre fos destruït en aquesta ocasió, tot i que es considera pràcticament segur.

## Anàlisi de l'obra
La pèrdua de l'obra obliga a conèixer-la per fotografies en blanc i negre que ens han arribat fins a l'actualitat. Això dificulta l'apreciació de dos importants aspectes del quadre: el modelatge de la figura i el seu entorn, il·luminat per la lluna. Tots dos aspectes apareixen ja esmentats en una guia alemanya del Museu Bode del 1911 que comentava el Sant Sebastià de Josep de Ribera així: l'esvelta figura del sant «és refinada en la disposició i al mateix temps en l'excel·lent dibuix i modelatge; cap contemporani d'Itàlia s'hi acosta, si més no. A més a més, la il·luminació ací és d'un efecte quasi màgic i l'expressió és tan delicada i íntima que recorda les obres tardanes de Rembrandt.»

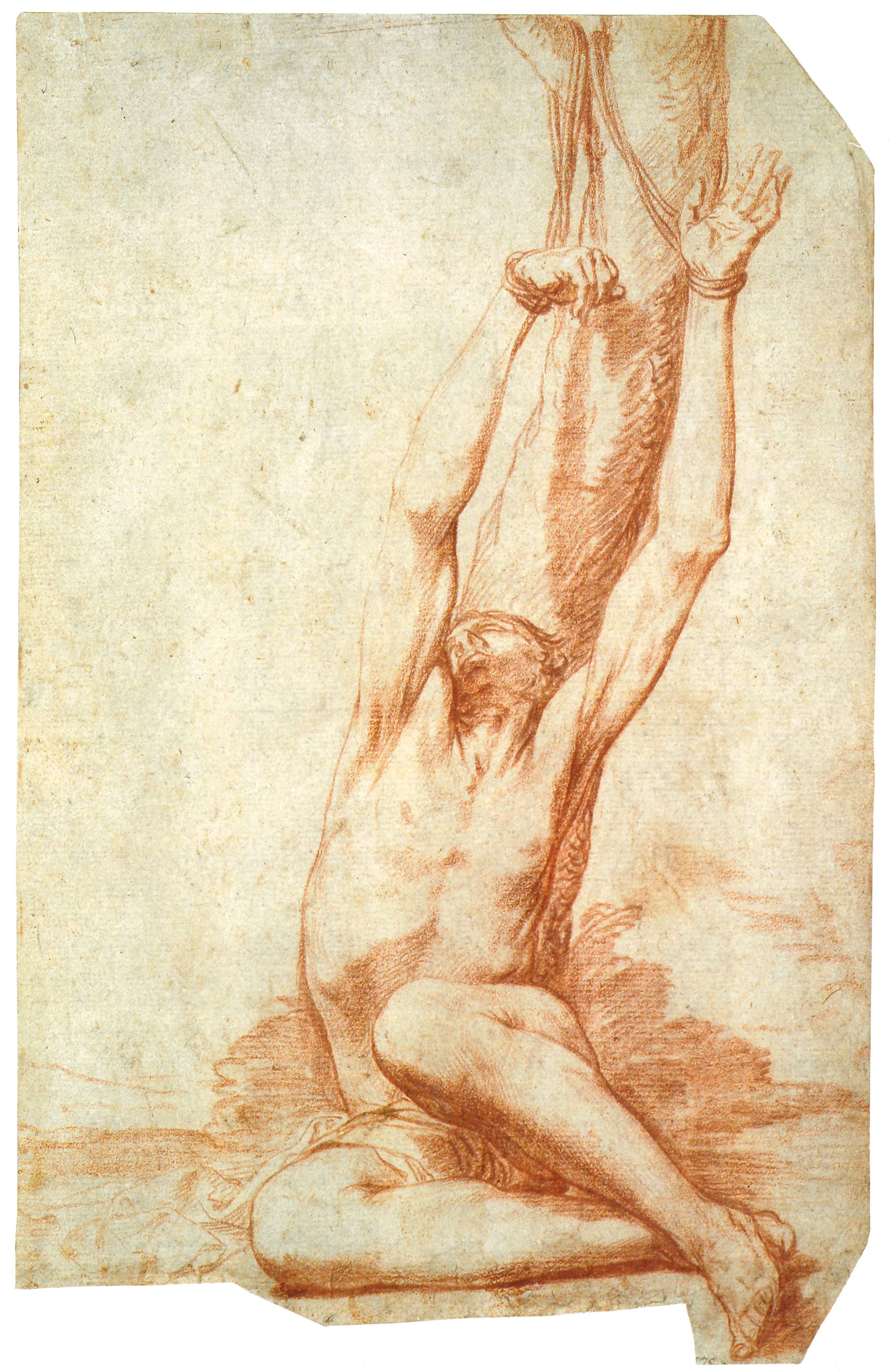
Sant Sebastià assegut i lligat a un arbre, cap al 1626-1630, sanguina, 256 x 165 mm, Museu d'Art Eskenazi de la Universitat d'Indiana, Bloomington

Aquesta màgica il·luminació a penes es pot apreciar en les fotografies, en què costa de percebre el paisatge il·luminat sota el clar de lluna al costat dret, que degué ser notable. La figura mostra un modelatge obtingut amb subtils gradacions de llum i ombra, que l'artista sembla haver aconseguit «gràcies a un refinat joc de variacions tonals que remarca el preciosisme extrem dels materials cromàtics, exactament com en altres exemples de l'obertura de Ribera a la tècnica d'Anton Van Dyck i la seua escola”, la qual cosa resulta característica de l'evolució de Josep de Ribera en el moment en què va pintar el quadre: 1636.

## Possible dibuix preparatori en la Universitat d'Indiana
El Museu d'Art Eskenazi de la Universitat d'Indiana (Estats Units) conserva un dibuix original de Josep de Ribera amb una composició molt semblant a la del quadre desaparegut. És potser el més bell de l'aproximadament una desena de dibuixos de Ribera d'hòmens nugats que se solen identificar amb sant Sebastià, malgrat que la majoria no en tenen elements iconogràfics propis del sant. L'artista repeteix algunes fórmules comunes a altres dibuixos d'aquest tipus, com els braços estesos o la inclinació del cap, o detalls com la representació d'una mà oberta i una altra de tancada. El dibuix mostra el talent de Ribera per al dibuix anatòmic, amb un cos d'una gran bellesa, potenciada per la delicadesa del modelatge i la il·luminació, executada amb gran mestratge.
La crítica es divideix entre relacionar cronològicament el dibuix amb altres de datats cap al 1626 (i fins de cap al 1619-1621), o bé, per la major soltesa i menor detallisme, amb uns altres de la fi d'aquesta dècada (1629-1630). Tampoc no hi ha consens entre els especialistes en la seua obra sobre si es tracta d'un exercici de dibuix anatòmic o bé d'un dibuix preparatori per a alguna obra, tot i que sempre s'ha assenyalat la semblança de l'esquema compositiu amb el del Sant Sebastià destruït a Berlín el 1945.